# Вихляевка (Воронежская область)
Вихляевка — село в Поворинском районе Воронежской области, самый восточный её населённый пункт. Административный центр и единственный населённый пункт Вихляевского сельского поселения.

## Улицы
- ул. Молодежная
- ул. Пролетарская
- ул. Советская

## Население
| 2010 | 2012 | 2013 | 2014 | 2015 | 2016 | 2017 |
| ---- | ---- | ---- | ---- | ---- | ---- | ---- |
| 530  | ↘509 | ↗515 | ↘499 | ↘493 | ↗494 | ↘489 |
| 2018 |      |      |      |      |      |      |
| ↘477 |      |      |      |      |      |      |